# BenQ
Qisda Corporation — тайваньская компания по производству компьютерной техники и электроники, в основном специализируется на контрактном производстве ЖК-дисплеев и проекторов. Крупнейшим акционером является AUO Corporation (19,59 % акций).

## История
Компания была основана в 1984 году в качестве производственного подразделения Acer, называвшегося Acer Communications & Multimedia. В 1989 году было начато производство мониторов. В 1996 году акции компании были размещены на Тайваньской фондовой бирже, однако Acer до 2006 года сохранила за собой контрольный пакет акций. В 1997 году компания начала производство ЖК-мониторов и мобильных телефонов. В 2001 году компания получила название BenQ Corporation. В 2005 году в Нанкине (КНР) началось строительство первого медицинского центра BenQ; он был открыт в 2008 году.
В 2005 году концерн Siemens решил продать Siemens Mobile, дочернюю компанию по выпуску мобильных телефонов, приносившую убытки. Она была приобретена компанией BenQ, объединена с собственным производством мобильных телефонов и переименована в BenQ Mobile GmbH & Co. Компания базировалась в Мюнхене и занимала 6-е место в мире по продажам телефонов. Первый мобильный телефон под маркой BenQ-Siemens был представлен в начале 2006 года, за ним ещё несколько. В сентябре 2006 года BenQ заявила о том, что прекращает финансирование своего немецкого филиала, к этому времени он принёс около 1 млрд долларов убытков. В начале 2007 года BenQ Mobile GmbH & Co. была ликвидирована, около 3 тысяч сотрудников потеряли работу. BenQ некоторое время продолжала выпуск мобильных телефонов и смартфонов для азиатского рынка.
В 2007 году компания объявила о переименовании в Qisda («Quality Innovation Speed Driving and Achievements»). Под брендом BenQ продолжали выпускаться мобильные телефоны, ноутбуки Joybook, мониторы и некоторая другая продукция, а вновь созданная Qisda занялась производством ЖК-мониторов, многофункциональных периферийных устройств и OEM-производством. При этом бренд BenQ будет полностью принадлежать Qisda, введение новой торговой марки не предусматривается. По сути, произошло разделение бизнеса компании на OEM/ODM-бизнес (производство комплектующих и продукции для сторонних торговых марок) и бренд-бизнес (продажа продукции под торговой маркой BenQ).
В 2009 году было начато строительство больницы в китайском городе Сучжоу, открытой в 2013 году.

## Деятельность

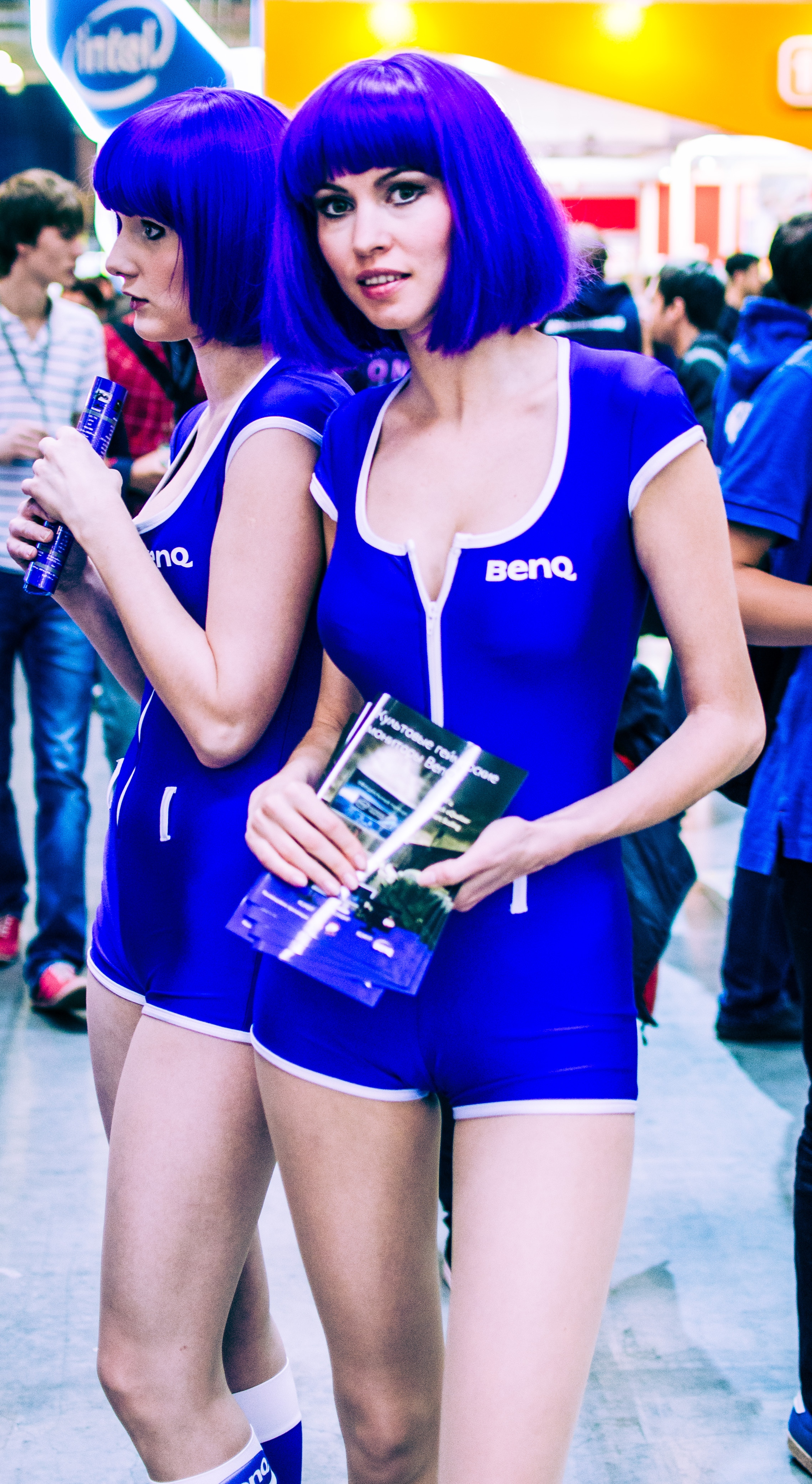
Реклама на ИгроМире 2012

Выручка компании за 2022 год составила 239,8 млрд новых тайваньских долларов (7,81 млрд долларов США), её распределение по регионам: Азия — 57 % (из них Тайвань — 20 %, КНР — 18 %, Япония — 6 %), Америка — 32 %, Европа — 11 %. На электронику пришлось 94 % выручки, на медицинские услуги — 4 %.
Подразделения по состоянию на 2022 год:
- DMS — разработка, производство и продажа электроники (дисплеев и проекторов), 49 % выручки;
- Brand — разработка и продажа электроники под брендом BenQ, 27 % выручки;
- Material — производство оптоэлектронных плёнок, 6 % выручки;
- Medical — управление медицинскими учреждениями в КНР, 4 % выручки;
- Networks — разработка производство и продажа сетевого оборудования, 14 % выручки.

### Zowie Gear

Логотип Zowie Gear

10 декабря 2015 года BenQ объявила о приобретении Zowie Gear. Под брендом Zowie компания выпускает игровые периферийные устройства, такие как: мониторы, мыши и коврики для мышей, клавиатуры, аудиосистемы и аксессуары.